# Товариство нормальної і патологічної рефлексології, психології та педології імені академіка В. М. Бехтерєва
Товариство нормальної і патологічної рефлексології, психології та педології імені академіка В. М. Бехтерєва при Одеському медичному інституті — наукове товариство міста Одеси. Товариство проводило діяльність в Одесі з 1926 по 1932 рік, займалось дослідженнями психіатричного та педологічного напрямів. Головою товариства був Євген Олександрович Шевальов.

## Заснування
Заснування товариства пов'язане із діяльністю учня академіка В. М. Бехтерєва завідувача кафедри психіатрії Одеського медичного інституту Євгена Шевальова. У 1923 році він заснував Наукові зборі співробітників кафедри психіатрії, психологічної лабораторії Одеського медичного інституту і лікарів Одеської психіатричної лікарні.
Засідання наукових зборів почергово проводились по двом основним напрямам діяльності — психіатричному і педололічному. З 27 жовтня 1923 року по 9 червня 1926 року відбулось 60 наукових зібрань, було заслухано понад 70 доповідей, рефератів і клінічних демонстрацій.
У липні 1926 року був затверджений статут наукового товариства, яке виникло з «Наукових зборів». На вшанування 40-річчя наукової і громадської діяльності В. М. Бехтерєва було вирішено надати товариству його ім'я.

## Діяльність
Товариство нормальної і патологічної рефлексології, психології та педології імені академіка В. М. Бехтерєва при Одеському медичному інституті об'єднувало психіатрів, педологів, дефектологів, а також науковців, які працювали у галузях рефлексології та експериментальної психології. Станом на 1928 рік товариство нараховувало 46 членів. Беззмінним головою товариства був професор Євген Олександрович Шевальов, заступниками (товаришами голови) були професор С. О. Лозинський та професор М. М. Тарасевич. Секретарем товариства був лікар Одеської психіатричної лікарні Абрам Миронович Халецький.  Професор Микола Тарасевич, фахівець у галузі педології та дефектології, прихильник біогенетичного напряму у педології, який розробив одну з перших наукових класифікацій дітей з порушеннями психофізичного розвитку, був керівником Одеського педологічного інституту, а з 1922 року Одеського лікарсько-педагогічного кабінету). 
Перше засідання товариства відбулося 24 листопада 1926 року. У 1926—1927 академічних роках було проведено 19 засідань, у 1927—1928 було 16 засідань, у 1928—1929 — 18 засідань. На кожному засіданні товариства заслуховувалося одне повідомлення, а засідання, присвячені психіатрії та патопсихології, чергувалися, за можливості, із засіданнями, з питань педології, психології та рефлексології. Деякі із засідань були спільними з іншими одеськими науковими товариствами. Наприклад, 12 січна 1928 року відбулося спільне засідання з Товариством невропатологів та Одеським медичним інститутом, присвячене пам'яті академіка Бехтерєва.
У 1932 році Товариство нормальної і патологічної рефлексології, психології та педології імені академіка В. М. Бехтерєва разом з іншими науковими медичними товариствами Одеси було об'єднане в Одеське наукове медичне товариство.